# Institut Don Bosco Verviers
Pour les articles homonymes, voir Institut Don Bosco et Don Bosco (homonymie).
L’institut d'enseignement technique Don Bosco Verviers, aussi appelé école Albert Ier, est un établissement d’enseignement secondaire technique et professionnel situé à Verviers, en Belgique.

## Historique[1]

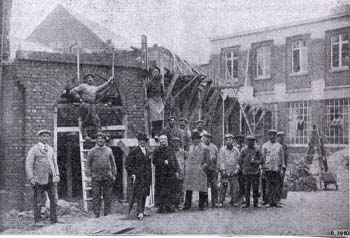
L’école en construction

Les Salésiens arrivent en Belgique en 1895. Les abbés salésiens s'installent en 1900 à Verviers le 24 mai 1900 au 55 de la rue des Alliés, qui s'appelait alors la rue des Vieillards. La famille Simonis va les aider, cette famille est une des plus importantes dans le développement de la ville lainière, la seule industrie restante dans le domaine à Verviers appartient d'ailleurs toujours à cette famille. Ils aident à l'installation des salésiens à Verviers.
Dans un premier temps les Salésiens s'occupent d'une section d'apprentis, l'Oratoire de Saint Jean Baptiste et créent un cercle d'études religieuses et sociales. Ensuite ils ouvrent en juillet 1910, un local des Jeunes Ouvriers au 57 de la rue Renier, à cet endroit s'y trouve d'ailleurs encore aujourd'hui les locaux du patro Don Bosco Verviers.
Durant la Première Guerre mondiale, réunis autour du père Blain, directeur des Salésiens verviétois, de nombreux notables verviétois, entre autres Armand Simonis, André Mali, Hubert Duesberg, Clément Bettonville, le vicomte Raymond de Biolley, ... décident d'aider techniquement, moralement et financièrement à la fondation d'une école technique. Toutes ces personnes possèdent aujourd'hui une rue qui porte leur nom dans la commune. Le roi des Belges était alors Albert Ier. C’est en son souvenir que l’école portera aussi son nom.
La vocation première de cet établissement est de fournir à terme du personnel technique qualifié et hautement qualifié aux entreprises de la région verviétoise, leader mondial dans le domaine de la laine à cette époque, dans les magasins à Paris et à Londres on achète du Verviers.
Le 1er février 1916 trois sections sont ouvertes au quatrième degré primaire, préparatoires à l'enseignement des techniques, la menuiserie, le textile et la mécanique. 36 jeunes reçoivent le matin les cours classiques ordinaires et l'après midi est consacré à la formation des métiers.
À la rentrée d'octobre 1916, sous l'influence de l'infatigable verviétois Pierre Limbourg, l'enseignement à l'institut Albert 1er devient précurseur en Belgique de ce que l'on appelle la formation par alternance, les élèves iront l'après midi se former dans les entreprises. Une rue porte encore le nom de Pierre Limbourg à Verviers tellement son influence fut grande sur le développement de la condition ouvrière en Europe. Il s'agit dorénavant d'enseignement secondaire et non plus primaire.
En 1920 l'école achète la brasserie Grignard et peut ouvrir des ateliers. En 1925 les syndicats socialistes font fermer la section textile, se réservant le monopole des contrats d'apprentissage de cette qualification à Verviers.
En 1932, c'est l'inauguration de la chapelle, et de la section perfectionnement électricité automobile. Suivent les agrégations A3 des sections Mécanique et Menuiserie.
L'école ne cessera de grandir en termes d'élèves mais aussi de surface. Bâtiments industriels rachetés, nouvelles constructions, hall omnisports, hall pour la section des travaux publics, et ce malgré le déclin de l'industrie lainière.
En 1964 le père Renson instaure la première exposition vivante. Les visiteurs peuvent visiter l'école au travail. entre autres la dernière section qui vient d'ouvrir, la section Électricité.
En 2001 ouverture d'une section pour techniciens en informatique et en 2007 une section pour techniciens en environnement. Ces ouvertures faisant le trait avec le premier désir de ses fondateurs, aujourd'hui disparus, pères salésiens et notables verviétois qui auront marqué de manière durable la vie de la commune: fournir une formation le plus proche possible des besoins des entreprises et un métier solide aux jeunes de la commune mais aussi l'accès aux études supérieures, de nombreux anciens élèves sont aujourd'hui ingénieurs ou bacheliers.

## Aujourd’hui
90 personnes y encadrent environ six cents élèves : formation des deux premières années du secondaire, communes et différenciées, Électriciens, Techniciens en Informatique, Mécaniciens, Techniciens en Environnement, Menuisiers et Techniciens en travaux publics .. techniciens habitués à être lauréats de concours tel le Mecatronic Contest. Les élèves participent aussi à des missions dans certains pays du tiers-monde, Sénégal, Haiti, construction d'écoles entre autres, mais aussi rénovent des bâtiments régionaux tels les monuments funéraires importants pour la mémoire historique. Chaque année les élèves de dernière année ont l'occasion de visiter des mémoriaux tel le fort de Breendonk afin de maintenir le souvenir. Un des directeurs de l'école le père Gyr, directeur jusqu'en 1942 et présent à Verviers depuis 1920, est décédé à Liège lors des bombardements de décembre 1944 avec deux autres salésiens.

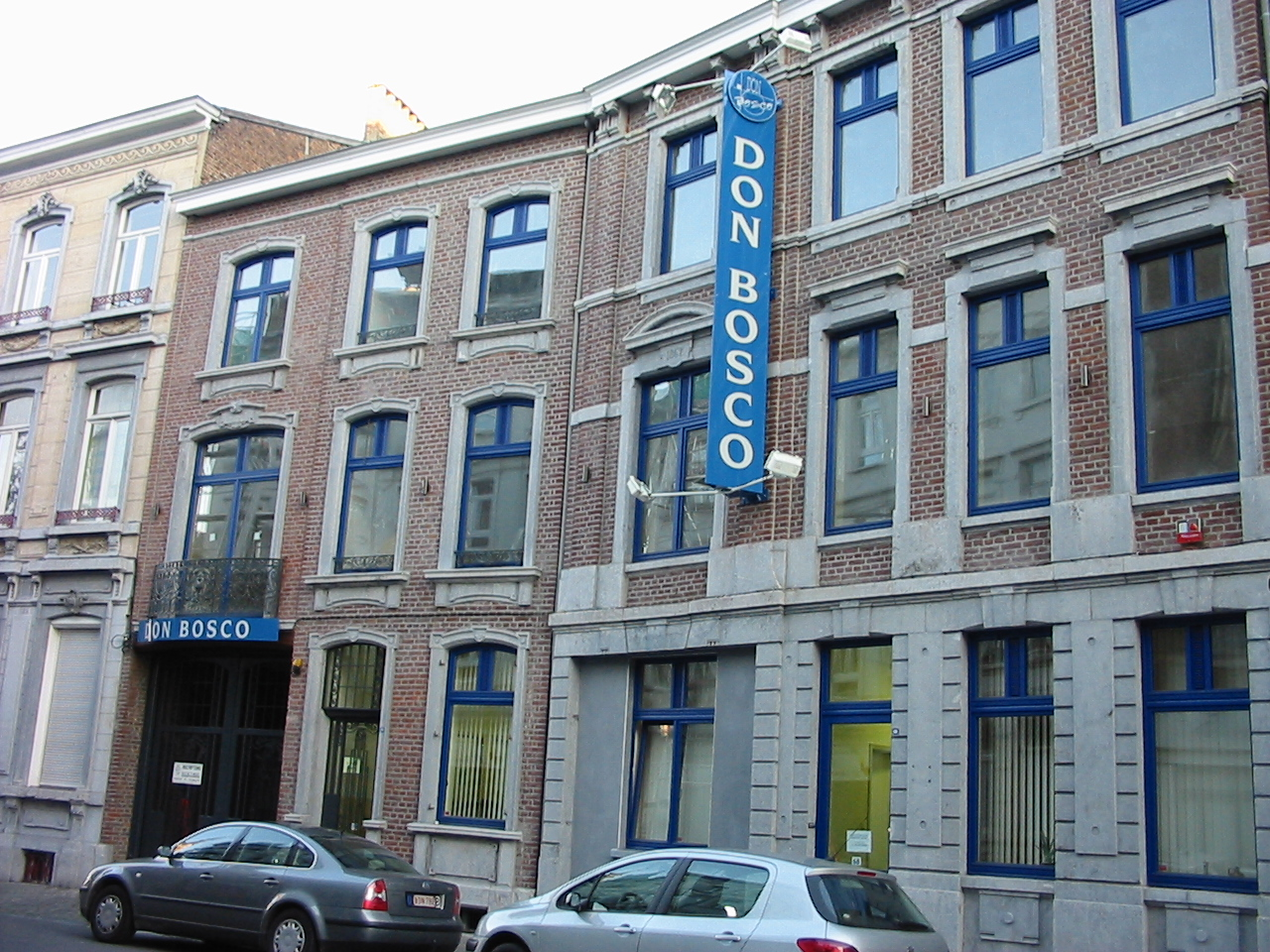
Entrée de l’école
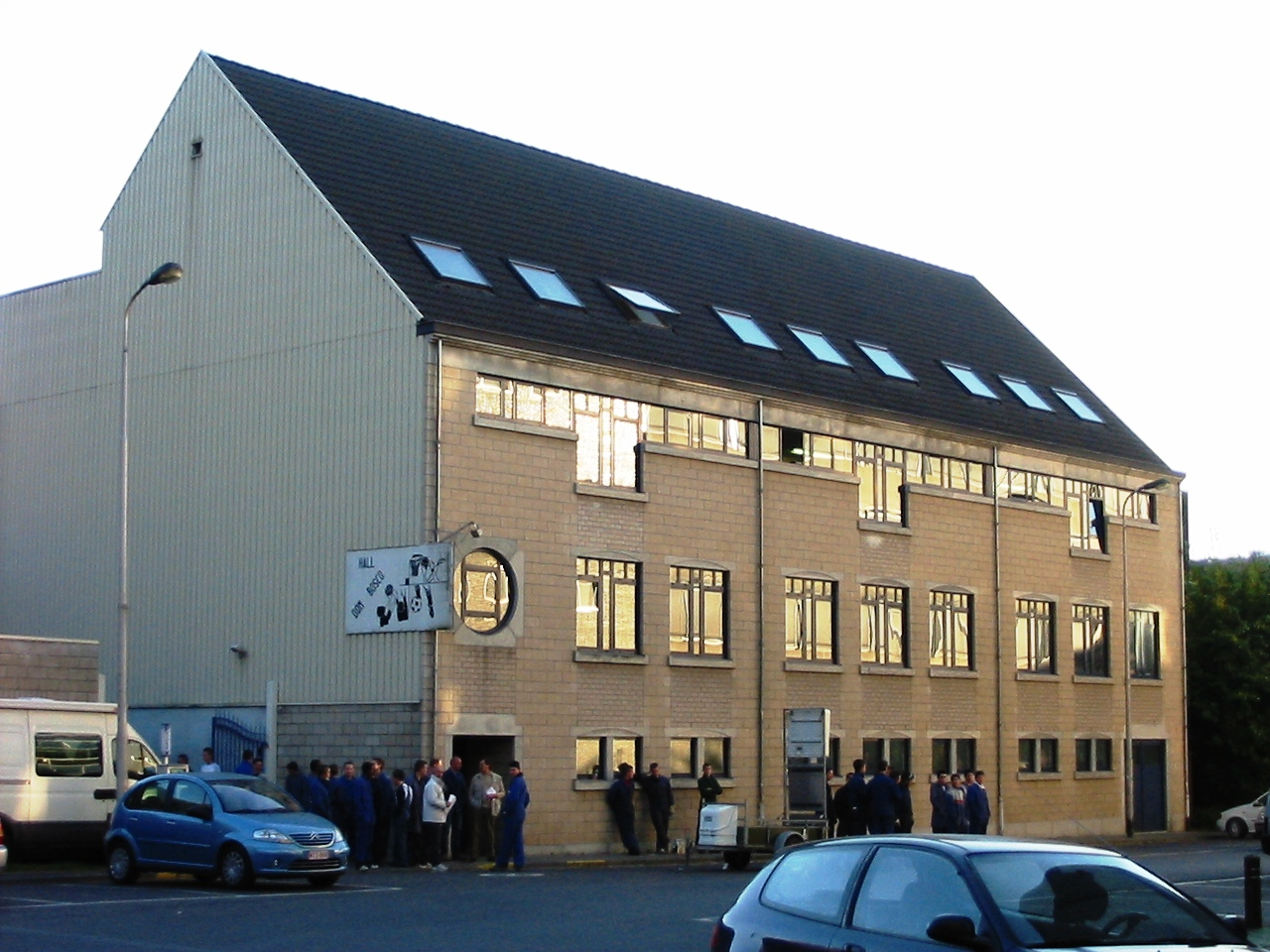
Le bloc de la menuiserie
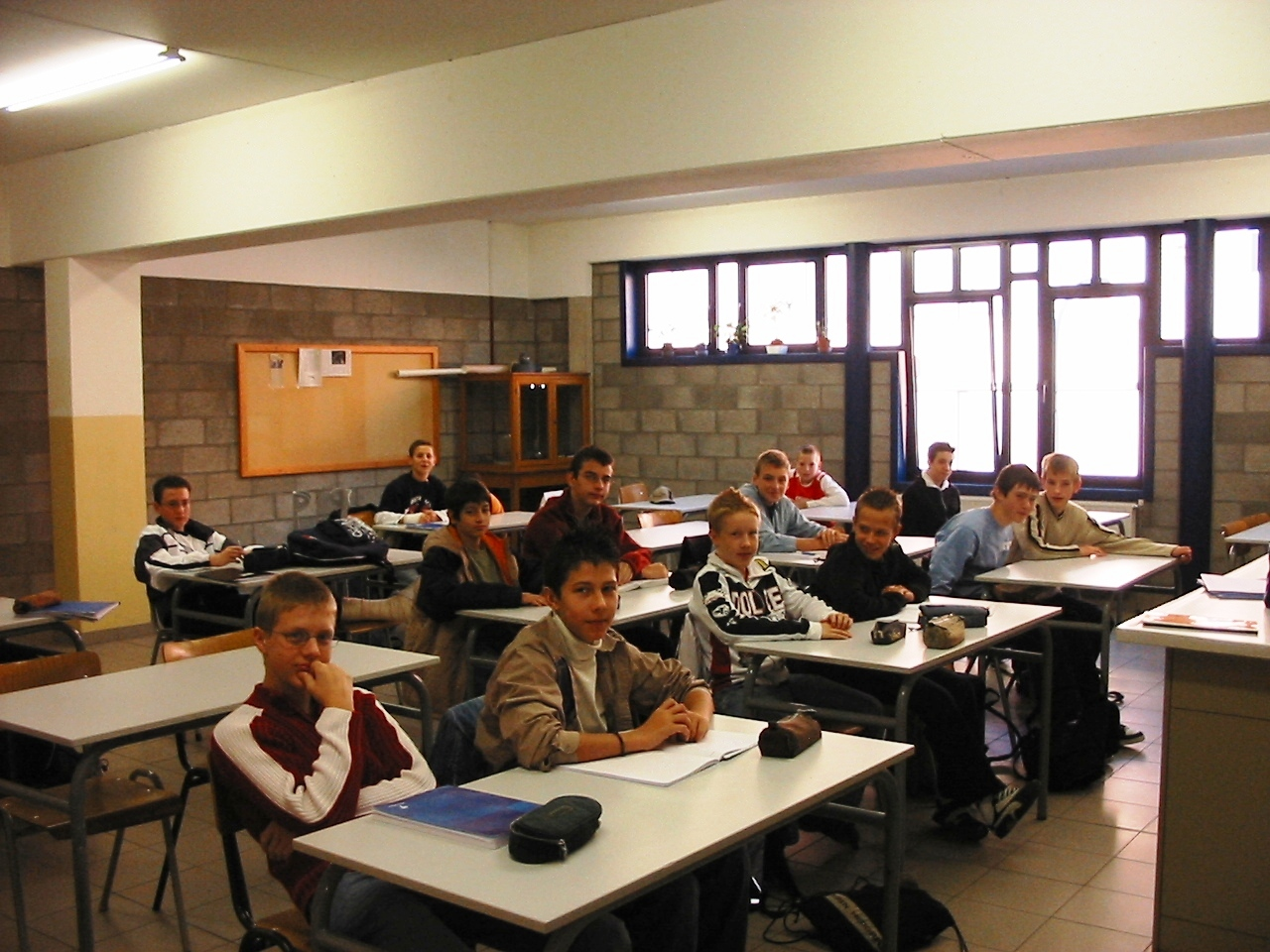
Une classe

## Célébrités
(mai 2012).
Si vous disposez d'ouvrages ou d'articles de référence ou si vous connaissez des sites web de qualité traitant du thème abordé ici, merci de compléter l'article en donnant les références utiles à sa vérifiabilité et en les liant à la section « Notes et références ».
- Bruno Taloche

ancien élève de l'école.. Un des deux Frères Taloche ... A fait ses études secondaires à l'institut Don Bosco avant de devenir instituteur et connaitre ensuite une carrière internationale
- Vincent Taloche

ancien élève de l’école[réf. nécessaire].. Autre membre des Frères Taloche .. était élève en mécanique
- Philippe Gason

éducateur au sein de l’école[réf. nécessaire].. le célèbre chroniqueur de la vie au vert sur la radio nationale RTBF
- Marc Elsen

ancien psychologue au sein de l’école[réf. nécessaire]. Député wallon et ancien échevin verviétois. Devient bourgmestre de Verviers en 2012